# Akermes bruneri
Akermes bruneri är en insektsart som beskrevs av Cockerell 1902. Akermes bruneri ingår i släktet Akermes och familjen skålsköldlöss. Inga underarter finns listade i Catalogue of Life.